# Čierny potok (přítok Oravice)
Čierny potok je potok na horní Oravě, ve východní části okresu Tvrdošín. Je to levostranný přítok Oravice, měří 4,2 km a je tokem V. řádu.
Teče v Skorušinských vrších, v podcelku Skorušina, na severovýchodním svahu Skorušiny (1314 m}) v nadmořské výšce přibližně 1190 m. Od pramene teče severovýchodním směrem, na horním toku přibírá krátký levostranný přítok z jižního svahu Brezového vrchu (1136 m) a pravostranný přítok (936 m) ze severozápadního svahu Blatné (1143 m). Na středním toku přibírá přítok zprava ze severovýchodního svahu Blatné. Nakonec se na dolním toku obloukem vypnutým na sever stáčí východním směrem a nedaleko myslivny Čierny potok, severně od rekreačního areálu Oravice, ústí v nadmořské výšce cca 749 m do Oravice.